# Водительское удостоверение
Примеры водительских удостоверений (лицевая сторона)
Водительское удостоверение — документ, подтверждающий право на управление транспортных средств различных категорий.
Выдача документа регулируется государственным законодательством и международными соглашениями. Для получения водительского удостоверения необходимо соответствовать возрастным и медицинским критериям, а также успешно сдать экзамены в специализированных уполномоченных органах.
В некоторых странах профессиональным водителям (шофёрам или дальнобойщикам) дополнительно требуется специальное разрешение для осуществления своей деятельности, например, Driver CPC. Участие в некоторых соревнованиях по автоспорту требует от водителей получения дополнительных специальных лицензий, например суперлицензии в Формуле-1.

## История создания
В конце 19-го века были изобретены первые автомобили. Автомобильная промышленность довольно быстро развивались, и уже к 1910-м годам автомобили появились на улицах городов. В связи с тем, что автомобиль при неграмотном управлении мог представлять опасность для окружающих, появилась необходимость в выдаче специального документа, разрешающего управление транспортным средством.

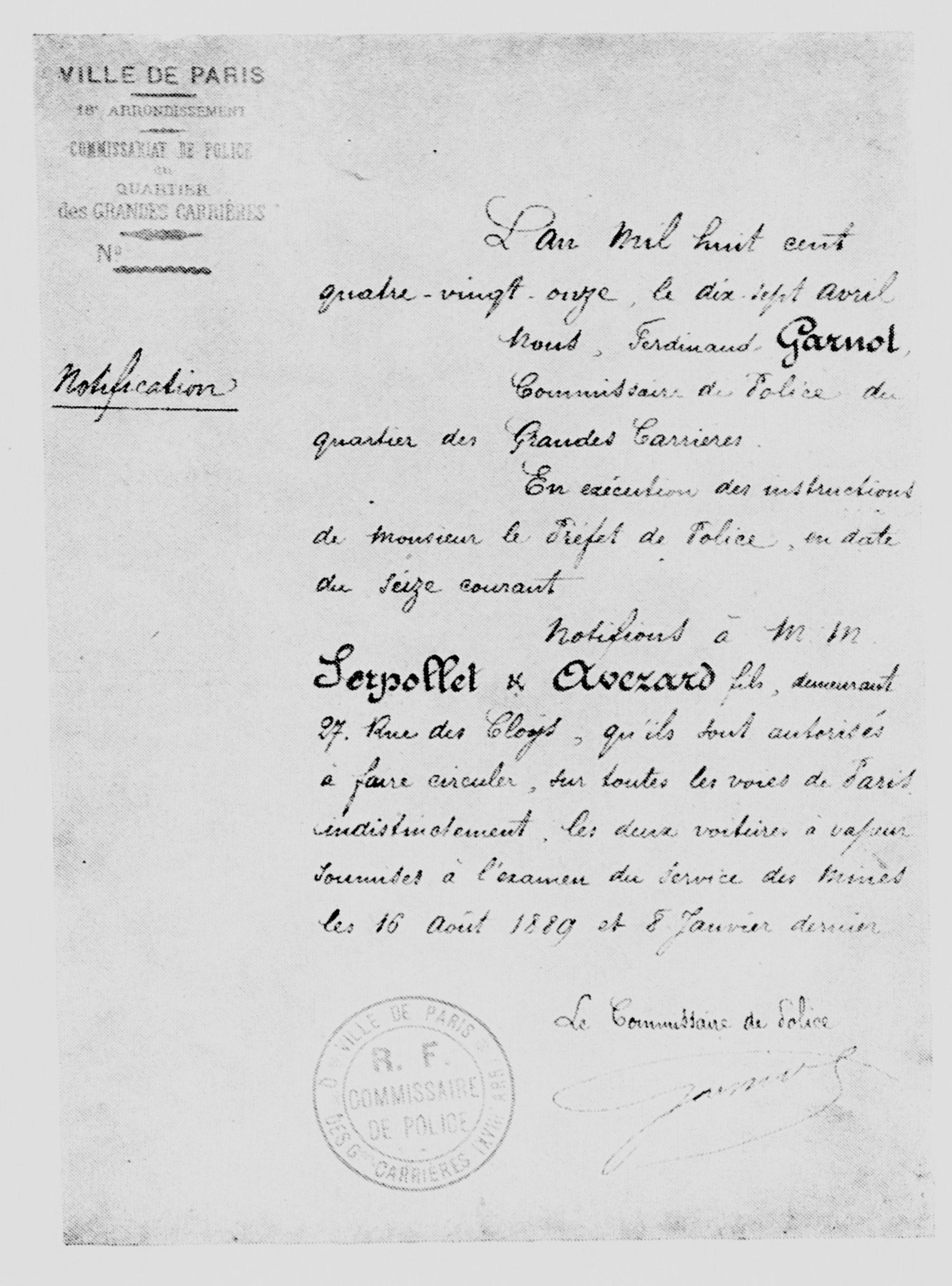
17 апреля 1891 г. Леон Серполле и его сын Авесар получили водительские права в Париже при условии, что они будут ездить со скоростью менее 16 километров в час. Этот документ можно рассматривать как первое французское водительское удостоверение.

Первым в мире водительским удостоверением стало «Свидетельство о способности управлять транспортным средством с механическим двигателем», врученное французскому автомобилисту Луи Лепину префектом полиции Парижа 14 августа 1893 года. Подобные сертификаты выдавались без экзаменов, для их получения достаточно было продемонстрировать умение управлять автомобилем. Обязательный экзамен, проверяющий навыки вождения, впервые был введен в 1899 году в Чикаго.

## В Российской империи
Первый российский шофёр получил удостоверение на право управления автомобилем в 1900 году. Документ был введён постановлением петербургского градоначальника «Об упорядочении пассажирских перевозок на автомобилях»..

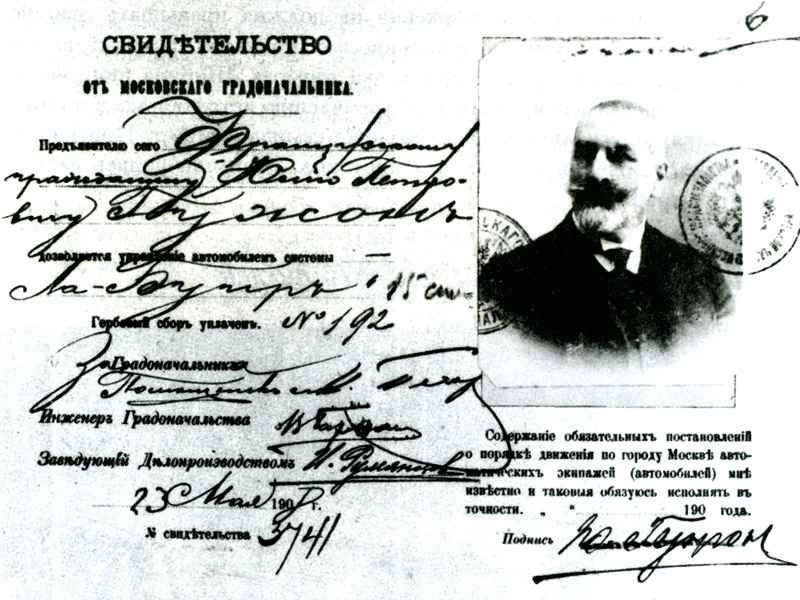
Водительские права, выданные в Москве капиталисту Юлию Гужону (1908). Эти права привязаны к автомобилю "Ла-Буир"

## СССР
В 1923 году Совет Народных Комиссаров утвердил новое «Удостоверение на право управления экипажем», которое имело три категории. Высшая из них предполагала водительский стаж не менее 6 лет, а также умение заниматься ремонтом автомобиля. Новые документы выдавались местной администрацией и имели разные формы. Это приводило к бюрократической путанице: удостоверения, выданные, например, в Ленинграде (Петрограде) не признавались в Москве.

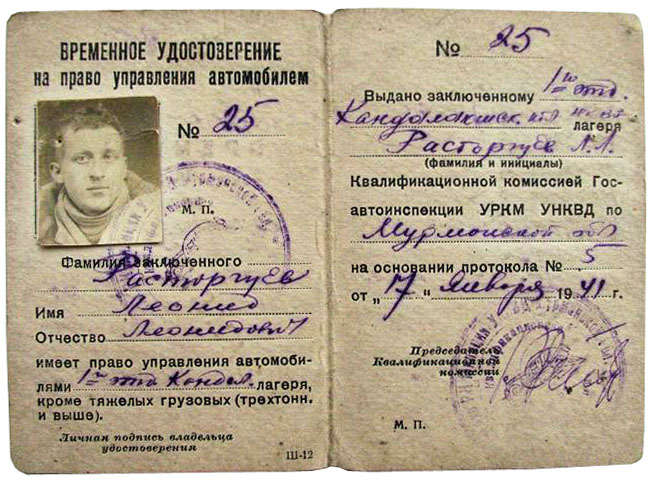
Водительское удостоверение, выданное заключённому ГУЛАГа, январь 1941
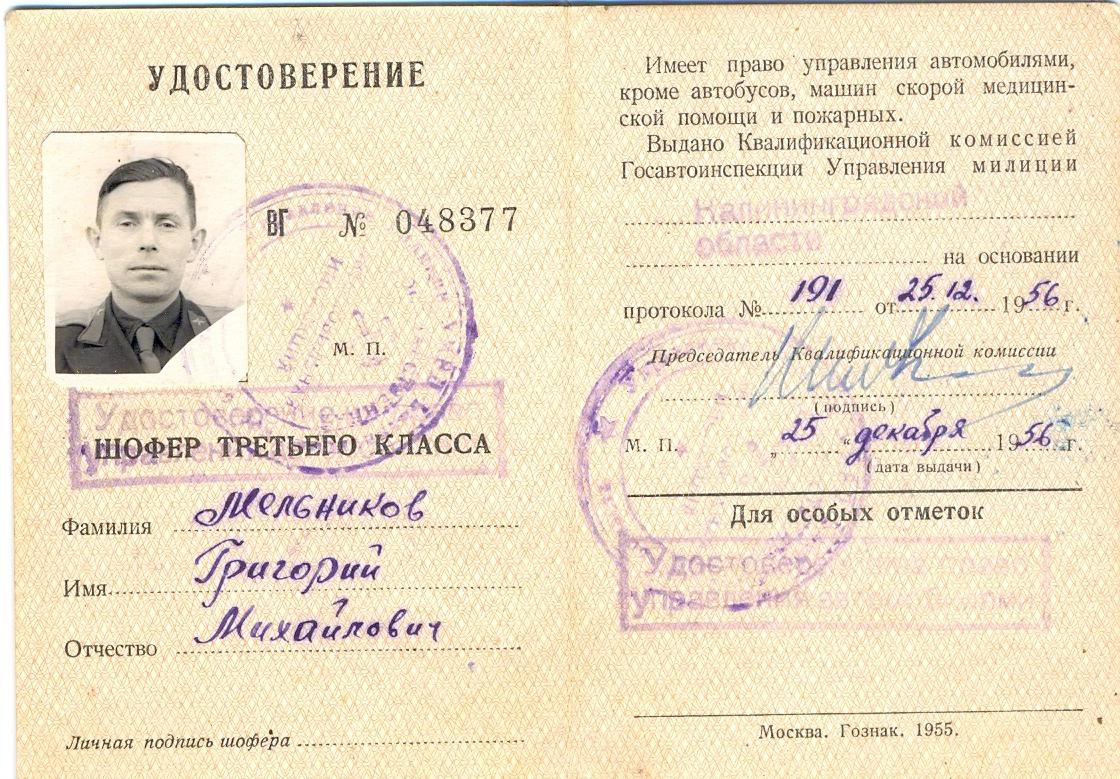
Удостоверение шофёра, 1955
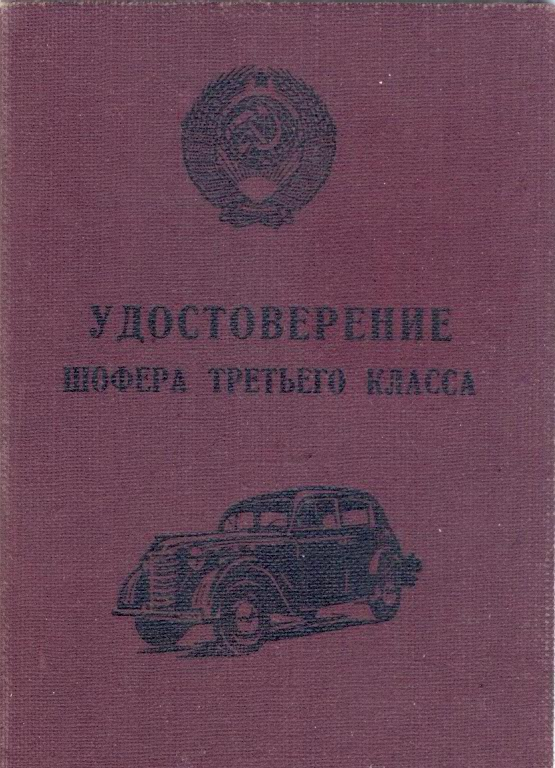
Обложка удостоверения шофёра, 1955

### После 1963 года
В 1963 году СССР присоединился к Женевской конвенции о дорожном движении. C того момента в стране было введено международное водительское удостоверение.
Иногда к водительским удостоверениям прилагались предупредительные листки. У них было две задачи: начисление баллов за правонарушения и замена основного удостоверения при его изъятии (требовался паспорт или другое удостоверение личности). В талоне, выдаваемом совместно с водительскими правами, указывались 8 видов грубых нарушений правил движения, за совершение любого из которых производилась отметка о предупреждении. Отметка производилась посредством перфорации соответствующего пронумерованного сектора талона:
- 16 лет — Была разрешена категория A (мотоциклы, мотороллеры, мотоколяски, мотонарты).[6]
- 16 лет — Можно было получить права категории B, но управлять автомобилем на дорогах общего пользования только с 18 лет.[6]
- 18 лет — Была разрешена категория B, C.[6]
- 19 лет — В армии можно было получить категорию D для управления грузовиками.[6]
- 20 лет — Можно было управлять трамваями и легковыми автомобилями — такси;[6]
- 21 год — Категория D и троллейбусы.[6]

Для мопедов с двигателями до 50 см³ права не требовались, поэтому ими часто управляли дети и подростки, мопедами можно было управлять без шлема, регистрация и номер не были обязательны.
Категорий M, A1, B1, C1, D1 не было.

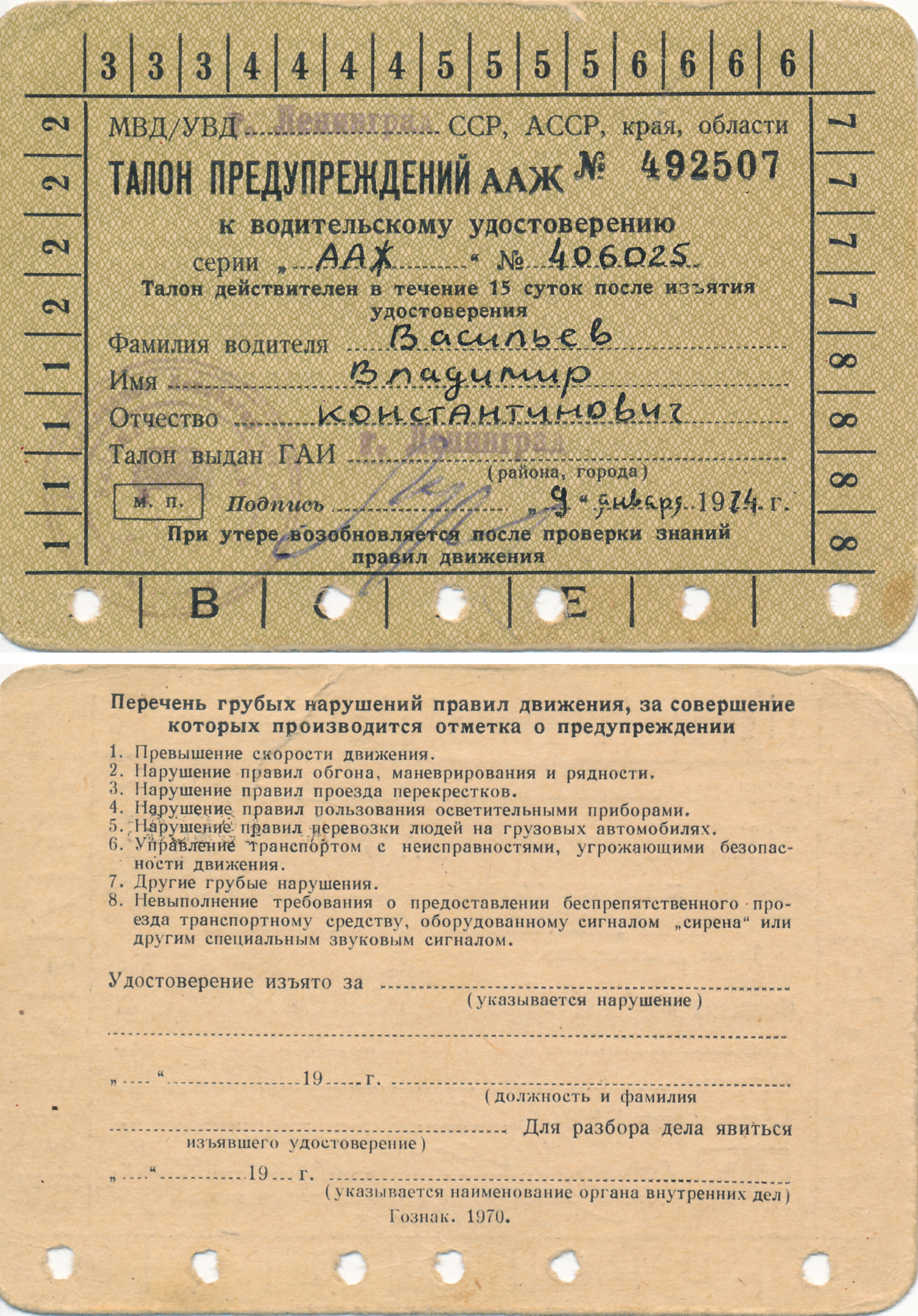
Талон предупреждений, 1974 г.
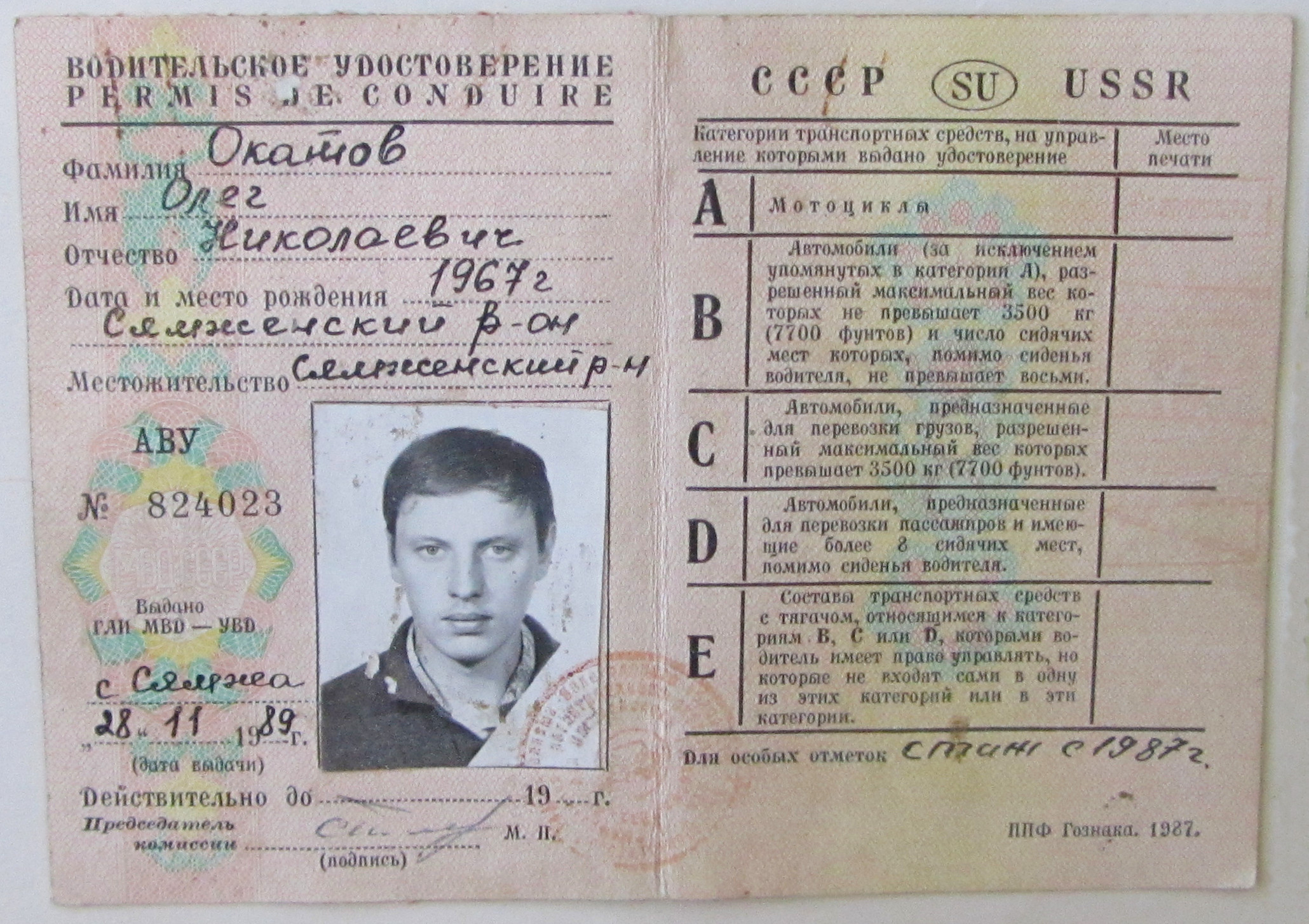
Водительское удостоверение СССР образца 1989 года

## Формат Венской конвенции о дорожном движении

Категории ТС согласно Венской конвенции. Национальным законодательством могут предусматриваться и другие

Венская конвенция о дорожном движении 1968 года установила для стран-участников общие требования к водительским удостоверениям и порядку допуска водителей к дорожному движению. С 29 марта 2011 года вступили в силу поправки, определившие в том числе внешний вид и необходимые сведения для национальных водительских удостоверений.
Статья 41 Конвенции обязывает каждого водителя автомобиля иметь водительское удостоверение. Страны — участники Конвенции обязаны обеспечить выдачу ВУ (Водительское удостоверение) только лицам, обладающим необходимыми знаниями и навыками, после успешной сдачи ими теоретических и/или практических экзаменов компетентным органам. Условия для успешной сдачи экзаменов должны быть предусмотрены в национальном законодательстве.
Любое национальное водительское удостоверение, соответствующее требованиям и предписаниям Конвенции, признаётся действительным на территории всех государств — участников Конвенции (кроме удостоверений ученика-водителя). При этом государства-участники могут не признавать действительным на своей территории водительское удостоверение, владельцу которого не исполнилось 18 лет (или 21 год для категорий «C»; «D»; «CE»; «DE»).
Требования к внешнему виду ВУ перечислены в Приложении 6 Конвенции. Согласно им, национальное водительское удостоверение должно представлять собой документ размером 54×86 мм (формат ID-1 ISO/IEC 7810). Удостоверение может изготавливаться из пластика или бумаги. Цвет — предпочтительно розовый. На передней стороне удостоверения наносятся слова «Водительское удостоверение» на национальном языке (или национальных языках) страны, в которой выдано удостоверение, а также её название и/или отличительный знак.
В удостоверении указываются:
- Фамилия;
- Имя, другие имена;
- Дата и место рождения (место рождения может быть заменено другими точными сведениями, определёнными национальным законодательством);
- Дата выдачи удостоверения;
- Дата истечения срока действия удостоверения;
- Наименование или печать органа, выдавшего удостоверение;
- Идентификационный номер для целей регистрации;

- Номер удостоверения;
- Фотография владельца;
- Подпись владельца;
- Обычное место жительства;
- Категории (подкатегории) транспортных средств, на которые распространяется действие удостоверения;
- Дата выдачи удостоверения для каждой категории (подкатегории) транспортных средств;
- Дата окончания действия удостоверения для каждой категории (подкатегории) транспортных средств;
- Дополнительная информация или ограничения в кодированном виде, касающиеся каждой категории (подкатегории) транспортных средств;
- Информация для целей регистрации в случае изменения страны обычного местожительства;
- Информация для целей регистрации либо другая информация, касающаяся безопасности дорожного движения.

Места, отведённые для внесения записей, определяются национальным законодательством, но предпочтительно, чтобы пункты 1—7 указывались на одной и той же стороне удостоверения. Также национальным законодательством на удостоверении может предусматриваться место для хранения информации, вводимой электронным образом (штрихкод, чип, машиночитаемая запись и т. п.).
Все записи в удостоверении должны выполняться буквами латинского алфавита или быть транслитерированы латиницей.

### Российская Федерация

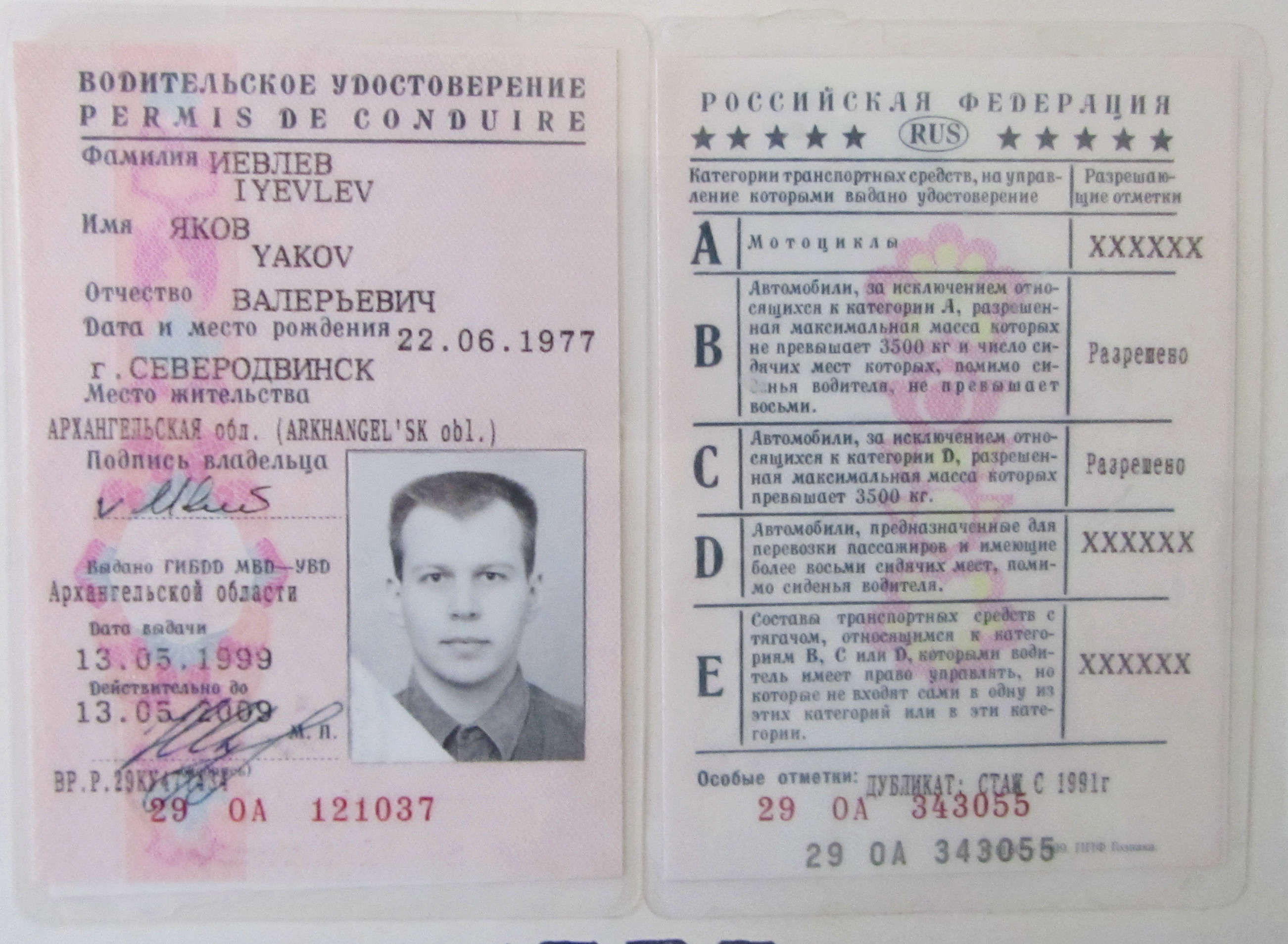
Водительское удостоверение Российской Федерации образца 1999 года, такие удостоверения выдавали до 1 марта 2011 года

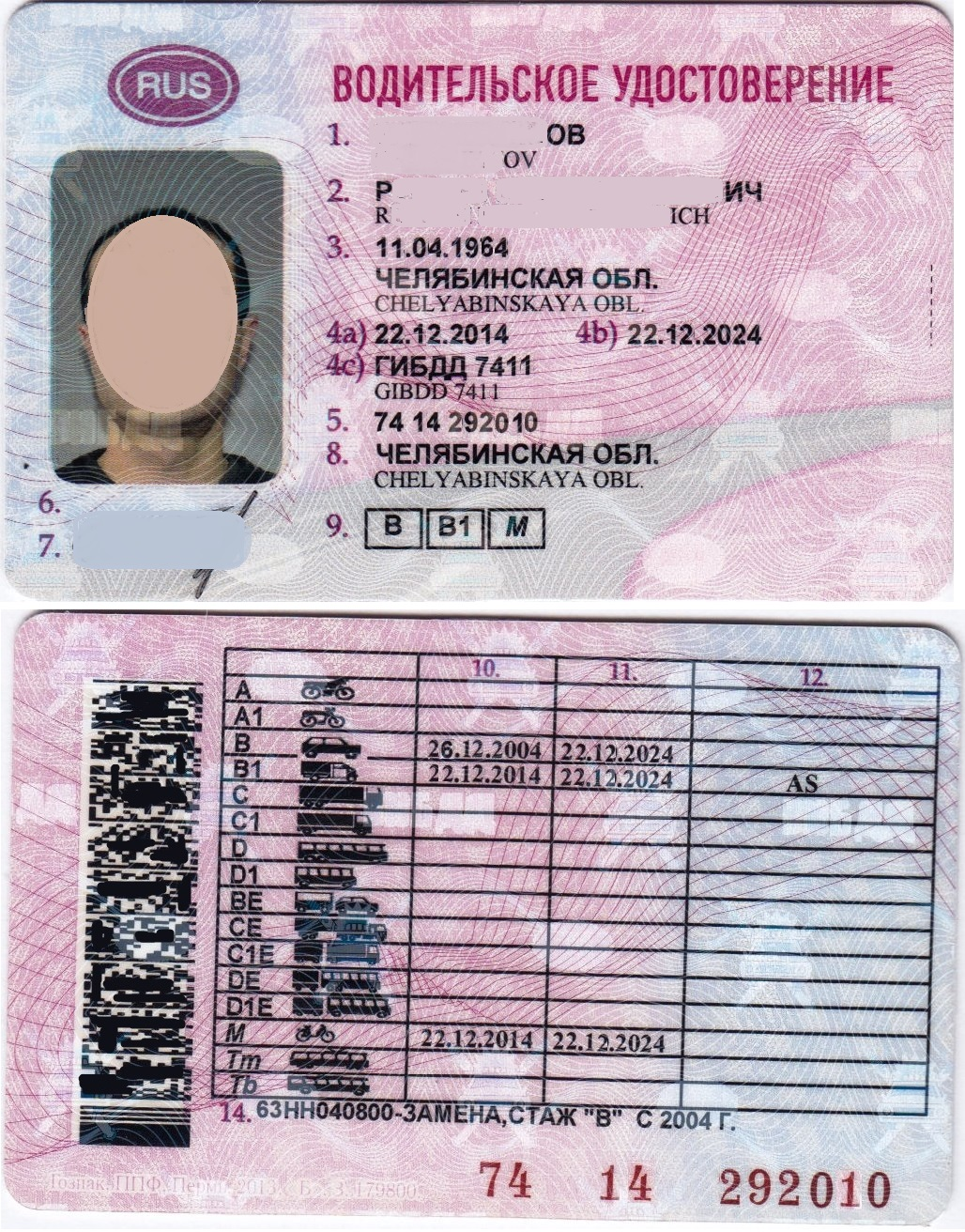
Пример удостоверения, соответствующего требованиям Венской конвенции о дорожном движении (Россия, 2014)

Официальное название согласно ПДД — водительское удостоверение на право управления транспортным средством соответствующей категории.
Право на управление транспортным средством предоставляется лицам, достигшим:
- в 16 лет разрешены категории M; A1
- в 18 лет — категории A; В1; В; С1; С
- в 21 год — категории D1; D

### Беларусь
С 1 февраля 2011 года в Республике Беларусь были введены водительские удостоверения, соответствующие требованиям Венской конвенции о дорожном движении. Обмен — по заявительному принципу.

### Армения
С декабря 2015 года в Армении началась официальная выдача Международного водительского удостоверения гражданам и резидентам Армении.

### Румыния
11 октября 1913 года в Румынии было выдано первое водительское удостоверение.

### Украина
Официальное название согласно ПДД — водительское удостоверение на право управления транспортным средством соответствующей категории.
Право на управление транспортным средством предоставляется лицам, достигшим:
- 16 лет разрешено открыть категории А1, А (мопеды и мотоциклы);

- 18 лет — категории В1; В; С1; С (квадроциклы, легковые, грузовые авто);

- 19 лет — категории BE; C1E; СЕ (грузовики с прицепами, автопоезда);

- 21 год — категории D1; D; D1E; DE; Т (пассажирские автобусы, трамваи и троллейбусы).

С 9 февраля 2017 года на Украине стала доступна услуга получения международного водительского удостоверения. Оно выдается без сдачи экзаменов на основании национального водительского удостоверения, сроком действия на 3 года.
С 29 декабря 2021 года в украинских водительских удостоверениях появилась отметка о сдаче практического экзамена на автомобилях с автоматической коробкой передач в виде кода «78».

## Примеры по странам

### Европейское водительское удостоверение
Для 31 страны Европейской экономической зоны (28 государств — членов ЕС плюс Исландия, Лихтенштейн и Норвегия) с 19 января 2013 года обязательна к применению Директива ЕС 2006/126/EEC, заменившая более чем 110 различных национальных образцов водительских удостоверений единым европейским форматом. Удостоверение в основном совпадает с форматом удостоверения Венской конвенции, но с несколькими дополнениями. Так, например, автомобильный код страны указывается внутри флага ЕС, государства могут устанавливать верхний возрастной порог для водителей определённых категорий ТС, добавлены дополнительные категории:
| Категория | Описание | Минимальный возраст | Разрешает категорию |
| --------- | --- | --- | ------------------- |
| AM        | Двухколёсные или трёхколёсные транспортные средства с максимальной скоростью движения не более 45 км/ч и объёмом двигателя не более 50 см³, а также лёгкие квадроциклы | 16 лет (15 лет в Австрии, Дании, Испании, Словении, Швеции, Финляндии, Чехии; 14 в Венгрии, Италии, Латвии, Польше, Франции, Эстонии) |                     |
| A2        | Мотоциклы, мощностью не более 35 кВт и с отношением мощности к весу не более 0,2 кВт/кг                                                                                | 18 лет (19 лет в Великобритании; 20 в Греции, Дании и Нидерландах)                                                                    | A1, AM              |

Срок действия водительских удостоверений на управление ТС категорий «AM»; «A1»; «A2»; «A»; «B»; «B1»; «BE» составляет 10 лет (в зависимости от страны может быть увеличен до 15 лет); а для категорий «C», «CE», «C1», «C1E», «D», «DE», «D1» и «D1E» — 5 лет.

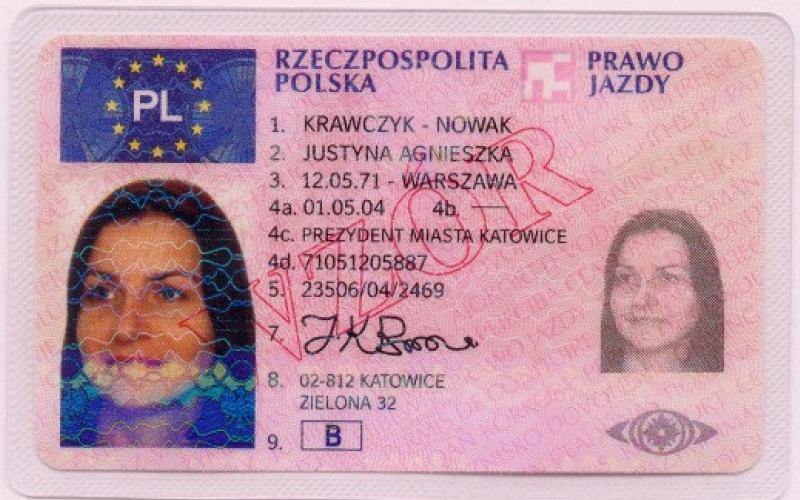

В 2009 году полиция Ирландии получила Шнобелевскую премию за выписывание пятидесяти дорожных штрафов некоему Право Езды (пол. Prawo Jazdy), что по-польски означает «водительские права». На церемонию прибыла польская гражданка Каролина Левитсам, представлявшая всех водителей Польши.

### Таиланд
Вождение в Таиланде без водительских прав является незаконным и наказывается штрафом. Кроме того, в случае аварии водитель без прав автоматически считается виновником. Также на водителя, попавшего в аварию, не распространяется медицинская страховка, даже если авария была оплачена.
Получить водительские права в Таиланде относительно просто как гражданам, так и иностранцам: собрав пакет документов, необходимо обратиться в транспортный департамент и записаться на экзамен. Время ожидания обычно составляет около месяца.
Экзамен состоит из теоретической и практической частей, которые проводятся в один день. Перед экзаменом также проводятся реактивные тесты. В случае успешной сдачи экзамена заявитель получает временное водительское удостоверение сроком на один год. Впоследствии его можно продлить на пять лет, но только если заявитель проживает в Таиланде по не иммиграционной визе. Международное водительское удостоверение признается в Таиланде. С его помощью можно получить тайское водительское удостоверение без сдачи экзаменов.
В Таиланде существуют отдельные пластиковые карты для мотоциклов и автомобилей, поэтому документы и экзамен нужно сдавать дважды.
Привилегии для обладателя ВУ:
- Права можно использовать в качестве удостоверения личности.
- Карту можно использовать для получения скидок (до пяти раз) на посещение национальных достопримечательностей, музеев и т. д.
- Тайские пятилетние права действительны в следующих странах: Мьянма, Лаос, Камбоджа, Вьетнам, Бруней, Малайзия, Индонезия, Сингапур, Филиппины.
- На основании пятилетней тайской лицензии можно получить международную лицензию (действительную в течение 1 года).

Категории ВУ для малогабаритного транспорта:
| Категория | Транспортное средство                                                                         |
| --- | --------------------------------------------------------------------------------------------- |
| «А» — временная водительская лицензия | - Частный пассажирский автомобиль (седан); — Микроавтобус и пассажирский пикап; — Ван и пикап |
| «В» — компьютеризированная пожизненная водительская лицензия; — пожизненная водительская лицензия; — компьютеризированная пятилетняя водительская лицензия | - Частный пассажирский автомобиль (седан); — Микроавтобус и пассажирский пикап; — Ван и пикап |
| «С» — водительская лицензия для такси. | - Частный пассажирский автомобиль (седан); — Микроавтобус и пассажирский пикап; — Ван и пикап |
| «D» — водительская лицензия для общественного моторизированного трицикла                                                                                   | Общественный моторизированный трицикл                                                         |
| «Е» — временная водительская лицензия для мотоцикла | Мотоцикл                                                                                      |
| «F» — пожизненная водительская лицензия для мотоцикла; — пятилетняя водительская лицензия для мотоцикла                                                    | Мотоцикл                                                                                      |
| «G» — водительская лицензия публичного мотоцикла | Публичный мотоцикл                                                                            |
| «H» — водительская лицензия для дорожного катка | Дорожный каток                                                                                |
| «I» — водительская лицензия для трактора | Трактор                                                                                       |

Категории ВУ для крупногабаритного транспорта:
| Категория | Транспортное средство                                                     |
| --------- | ------------------------------------------------------------------------- |
| Класс 1   | Минивэн                                                                   |
| Класс 2   | Грузовые автомобили и автобусы (до 3500 кг и до 20 пассажиров в автобусе) |
| Класс 3   | Трейлер                                                                   |
| Класс 4   | Грузовые автомобили для опасных материалов                                |

### Израиль
Получение прав категории «В» (легковой автомобиль) возможно начиная с возраста 16 лет и 9 месяцев, процесс получения водительских прав включает в себя несколько этапов: сдача теоретического экзамена, проверка зрения и практическое тестирование. Экзамен по практике проводится не на специальной тренировочной площадке, а в черте города вместе с инструктором. Только после успешного прохождения, ученик имеет право получить водительские права категории «В».
После получения водительских прав водителю возрастом младше чем 24 полных лет автоматически присваивается статус «Молодой водитель». В течение 6 месяцев молодой водитель обязуется водить транспорт только в присутствии опытного водителя. По истечении 3-х месяцев правило распространяется только на ночное время суток.

### Австралия
Система получения водительских прав в Австралии многоступенчатая: процесс получения полного водительского удостоверения может занять до 4 лет (в зависимости от штата и возраста заявителя) — и это без учёта возможных пересдач и штрафов за нарушения.
Австралийские водительские права можно отнести к одному из четырёх уровней: L; P1; P2 и OL (полные права). Уровень L — это права ученика. Достаточно сдать теоретический тест, и можно ездить по дорогам общего пользования, однако в машине должен находиться «инструктор», которым может быть любой человек с полными правами. На этом уровне предписывается вести учёт поездок, общая продолжительность которых должна составлять не менее 100—120 часов.
Накатав 120 часов, уже можно сдать экзамен по вождению и получить права уровня P1. На уровне P1 также можно водить самостоятельно, но есть ряд ограничений: например, нельзя возить детей. Через год можно сдать ещё один теоретический экзамен и получить права уровня P2, где вышеуказанные ограничения ослаблены. Ещё через год можно сдать ещё один экзамен (вождение) и получить полные права. Процедура может отличаться в разных штатах.

### США
В США водительское удостоверение носит название «лицензия водителя».

## Международное водительское удостоверение

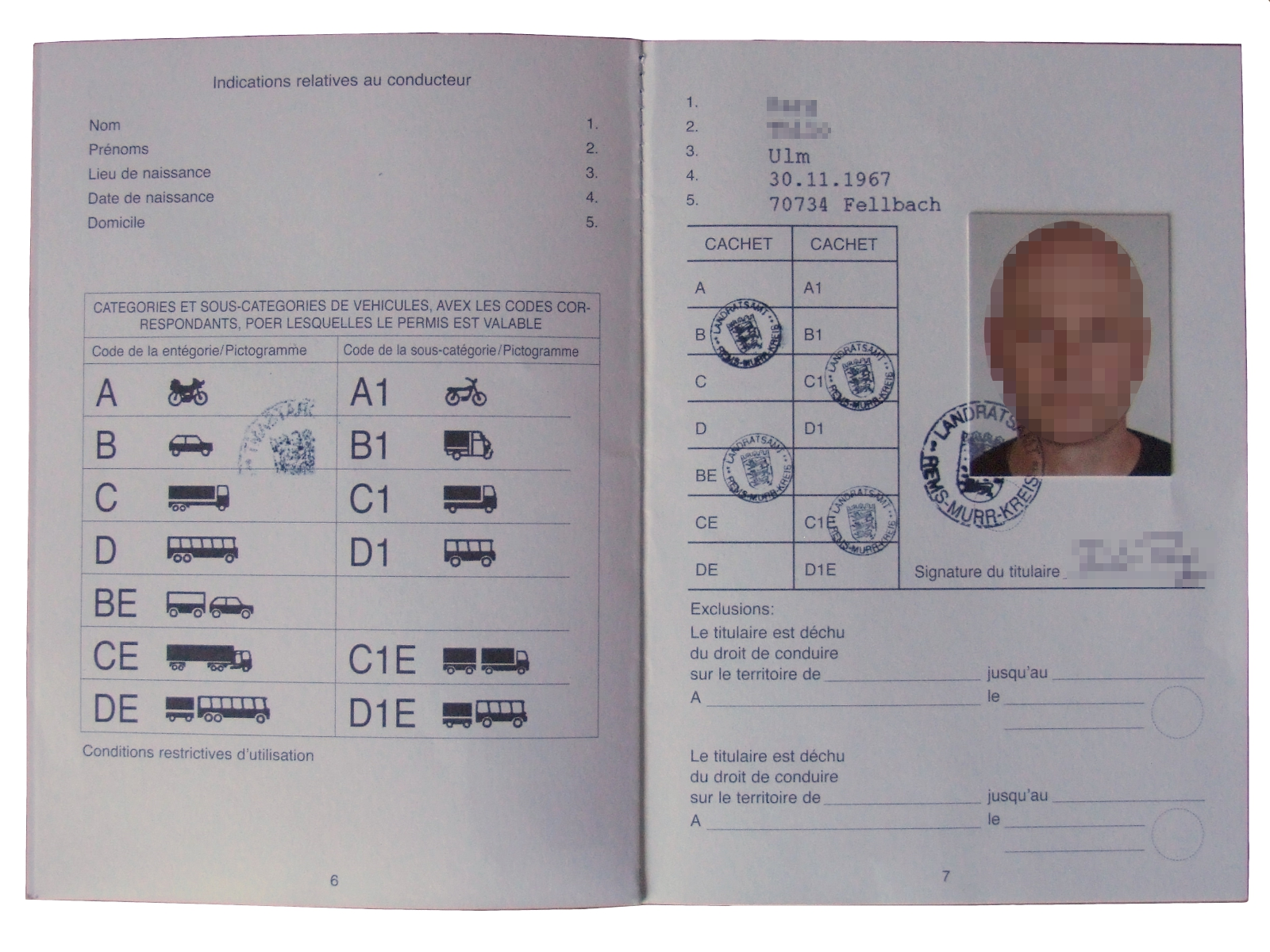
Международное водительское удостоверение (Германия)

Международное водительское удостоверение (англ. International Driving Permit) — документ, подтверждающий право на управление транспортными средствами за пределами государства, выдавшего водительское удостоверение. По сути, это официальный многоязычный перевод национального водительского удостоверения, и используется только вместе с ним. Выдается в странах-участницах Венской и Женевской конвенций о дорожном движении.
Это книга формата A6 (148×105 мм), состоящая из серой обложки и белых внутренних листов. Лицевая и внутренняя стороны первого листа обложки должны быть напечатаны на государственном языке (или одном из них) государства, в котором выдается сертификат. Обязательными языками являются французский, английский, русский и испанский. Записи должны быть выполнены буквами латинского алфавита или прописными буквами.
В России МВУ выдается исключительно подразделениями ГИБДД МВД. Срок действия — 3 года со дня выдачи, но не более срока действия национального водительского удостоверения. Государственная пошлина за выдачу МВУ составляет 1600 рублей. При подаче документов через портал Госуслуг — 1120 рублей. В апреле 2019 года Государственная инспекция безопасности дорожного движения внесла в Кабинет министров законопроект, обязывающий иностранцев с видом на жительство пересдавать экзамены для получения права на управление автомобилем. Это же правило будет распространяться на россиян, имеющих водительское удостоверение другого государства.